# ألكسندر راتكوف
ألكسندر راتكوف (بالصربية: Александар Ратков) (مواليد 11 مارس 1992)، هُو لاعب كرة سلة صربي يُشارك مع منتخب صربيا لكرة السلة 3x3.
شارك ألكسندر راتكوف مع مُنتخب بلاده في دورة الألعاب الأولمبية الصيفية 2020 في طوكيو، بحيث أحرز مع باقي أفراد المُنتخب الميدالية البرونزية الخاصة بمُسابقة كُرة السلة 3x3.

## وصلات خارجية
- ألكسندر راتكوف على موقع fiba3x3.com (الإنجليزية)
- ألكسندر راتكوف على موقع اللجنة الأولمبية الدولية (الإنجليزية)
- ألكسندر راتكوف على موقع أوليمبيديا (الإنجليزية)
- ألكسندر راتكوف على موقع اللجنة الأولمبية الصربية (الصربية)